# Букув (Підкарпатське воєводство)
Букув (пол. Buków) — село в Польщі, у гміні Гачув Березівського повіту Підкарпатського воєводства.
Населення — 348 осіб (2011).
У 1975-1998 роках село належало до Кросненського воєводства.

## Демографія
Демографічна структура станом на 31 березня 2011 року:
|          | Загалом | Допрацездатний вік | Працездатний вік | Постпрацездатний вік |
| -------- | ------- | ------------------ | ---------------- | -------------------- |
| Чоловіки | 178     | 42                 | 119              | 17                   |
| Жінки    | 170     | 31                 | 105              | 34                   |
| Разом    | 348     | 73                 | 224              | 51                   |